# Ali Bardakoğlu

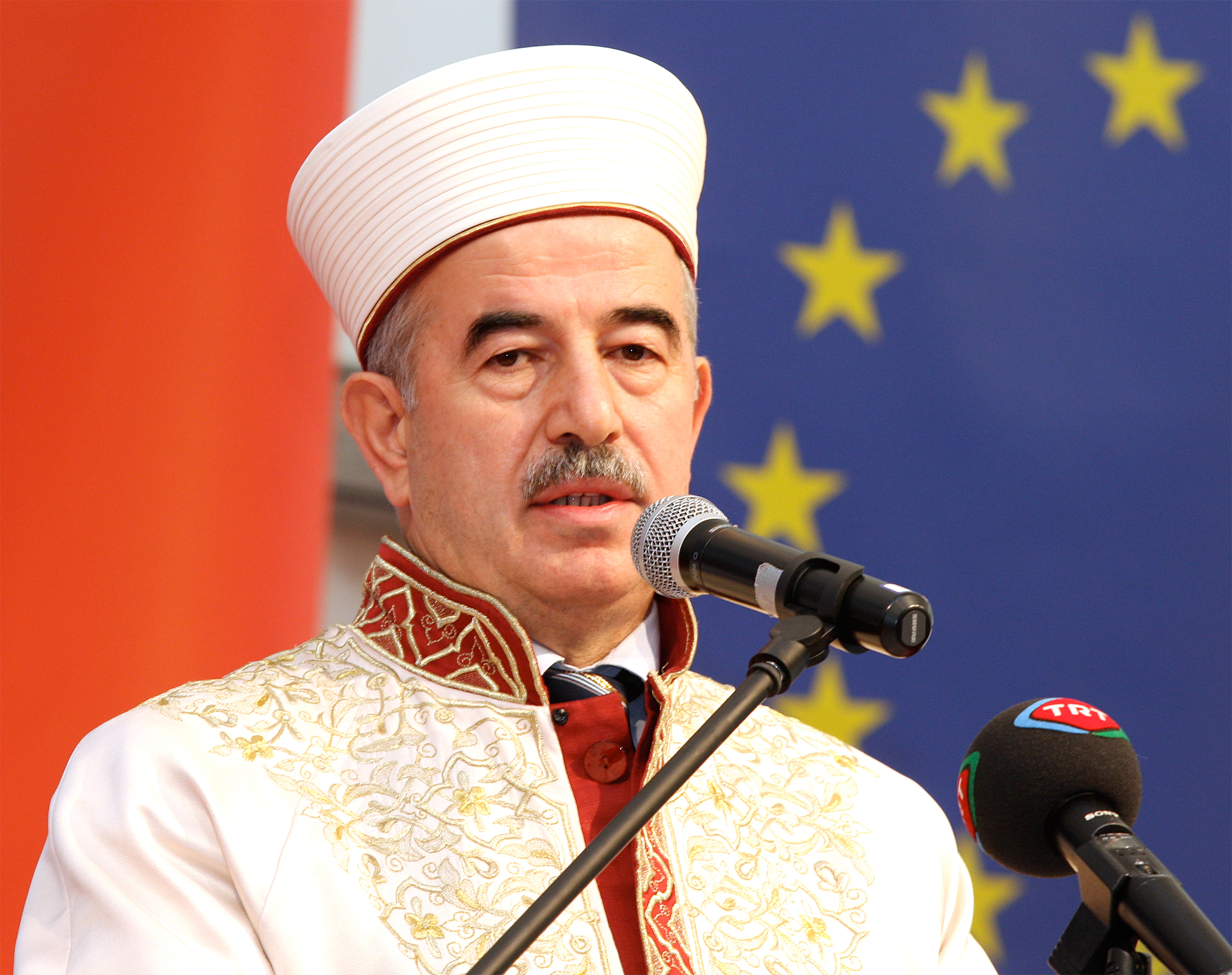
Ali Bardakoğlu im Herbst 2009

Ali Bardakoğlu (* 1952 in Tosya in der Provinz Kastamonu) ist ein islamischer Theologe. Er war vom 28. Mai 2003 bis zum November 2010 Präsident des Amtes für religiöse Angelegenheiten (Diyanet) in der Türkei.

## Leben
1970 schloss er die İmam-Hatip-Schule ab. Vier Jahre später beendete er ein Studium am Hohen Islamischen Institut und 1975 ein Studium an der juristischen Fakultät der Istanbuler Marmara-Universität. Später wurde er Assistent für islamisches Recht am Hohen Islamischen Institut in Kayseri und wurde 1982 an der Atatürk-Universität in Erzurum promoviert. Danach war er als Assistenzprofessor an der theologischen Fakultät der Erciyes-Universität in Kayseri beschäftigt und wurde dort 1986 habilitiert.
Von 1991 bis 1992 folgte eine Gastprofessur in Großbritannien, nach der er 1993 wieder an die türkische Marmara-Universität wechselte und dort 1994 Professor für islamisches Recht wurde. Im selben Jahr hielt er sich auch in den USA auf.
Im Mai 2003 wurde er Präsident des Amtes für religiöse Angelegenheiten, der höchsten Autorität der islamischen Religion in der Türkei.
Bardakoğlu hat mit seiner Frau drei Kinder und spricht neben Türkisch noch Arabisch und Englisch.

## Positionen
Bardakoğlu vertritt einen "gemäßigten" Islam und eine entsprechende Auslegung des Koran. Er ernannte unter anderem im März 2005 zwei Frauen als Vize-Muftis in Kayseri und Istanbul. Im Februar 2006 nahm er als Ehrengast bei der feierlichen Eröffnung einer protestantischen Kirche in Alanya teil.

### Kontroverse um Papst-Zitat
Während der Kontroverse um das sogenannte Papstzitat von Regensburg 2006 übte er anfangs harte Kritik am Papst und nannte die Äußerungen „einseitig, voreingenommen, feindselig und provozierend“, gab jedoch zu, bei seiner ersten Reaktion den genauen Wortlaut der Rede nicht gekannt zu haben.
Bezogen auf das vom Papst vorgebrachte Zitat des Kaisers Manuel II. („Zeig mir doch, was Mohammed Neues gebracht hat, und da wirst du nur Schlechtes und Inhumanes finden wie dies, dass er vorgeschrieben hat, den Glauben, den er predigte, durch das Schwert zu verbreiten“) führte Bardakoğlu über Zwangsislamisierungen aus: „Jemanden mit Gewalt zum Glauben zu zwingen ist im Islam nicht akzeptabel. Es gibt im Islam weder eine Lehre, die Gewalt als ein legitimes Mittel sieht, Menschen zu bekehren, noch gibt es in der islamischen Geschichte ein solches Beispiel“.
Die Zeitung Die Welt befragte ihn am 17. Sept. 2006 zu Koranvers 9:5 („Und wenn nun die heiligen Monate abgelaufen sind, dann tötet die Heiden, wo ihr sie findet, greift sie, umzingelt sie und lauert ihnen überall auf“). In seiner Antwort betonte Bardakoğlu, man müsse den historischen Kontext kennen, um sie richtig zu interpretieren: „Die Sure bedeutet, dass Muslime gegen jene, die die natürliche Ausweitung des Islam verhindern wollten und kriegerisch waren, sich ebenso kriegerisch wehren sollten. Das ist Selbstverteidigung. Der Koran schreibt vor, dass man die Menschen durch Vernunft und Rede überzeugen soll. Wenn die Heiden dies aber verhindern wollen, dann erlaubt der Koran, auch gegen sie zu kämpfen“.
In einem Beitrag zum 80. Geburtstag von Papst Benedikt XVI. dankte er für dessen Türkeibesuch, der die gemeinsame Verantwortung von Religionen für Frieden und Gerechtigkeit deutlich gemacht habe.

### Äußerungen vor seinem Rücktritt
Im November 2010 trat Bardakoğlu überraschend von seinem Amt zurück. Beobachter zweifeln an der Freiwilligkeit und vermuten, dass er dem damaligen Ministerpräsidenten Tayyip Erdoğan, dem er direkt unterstellt war, zu liberal war. Wenige Tage zuvor schrieb Bardakoğlu in der liberalen Tageszeitung Radikal, ob eine Frau ein Kopftuch trage oder nicht, sei nicht dafür entscheidend, ob sie eine gute Muslima sei. Vor dem beginnenden Opferfest hatte er angeregt, man könne auch Geld für die Armen spenden, anstatt zu schlachten. Auch zur Rolle der von ihm geleiteten Behörde hat Bardakoğlu eine kritische Position und gab zu verstehen, es wäre besser, wenn das Diyanet autonom wäre. Sein Nachfolger wurde Mehmet Görmez.